# 山梨交通電車線
山梨交通電車線（やまなしこうつうでんしゃせん）は、山梨県甲府市の甲府駅前駅から同県南巨摩郡増穂町（現・富士川町）の甲斐青柳駅までを結んでいた山梨交通の軌道路線である。地元では「ボロ電」とも呼ばれていた（後述）。

## 概要
国鉄甲府駅の駅前広場にあった甲府駅前駅から併用軌道で市内中心部を抜けた後、市街地南西端の荒川橋で荒川を越えて専用軌道に入り、そこから峡西地域の平坦部を逆L字形に走り抜けて増穂町の中心部にある甲斐青柳駅に至っていた郊外型路面電車であった。
全線20.2 kmを所要時間55分程で走り、30分間隔で運行した。終点甲斐青柳駅からは鰍沢口駅までのバスの便もあり、最盛期には年間に200万から300万の利用客の足となった。しかし戦後は急速に衰微し、1962年に廃止に追い込まれた。

### 路線データ
- 路線距離（営業キロ）：20.2 km
- 軌間：1067 mm
- 駅数：28駅（起終点駅含む）
- 複線区間：なし。全線単線
- 電化区間：全線電化（直流600 V）
- 閉塞方式：スタフ閉塞式

甲府駅前 - 荒川橋間は併用軌道となっていた。1953年以前は市内のルートが一部異なっていたため（後述）、路線距離は20.3 km、駅数は30駅であった。
また路線名は当初の路線計画の名残で、甲府駅前 - 警察署前間が「市内線」、警察署前 - 相生町間が「錦町線」、相生町 - 甲斐青柳間が「西部線」と呼ばれていたが、運行系統は1本の路線で書類上だけの区別であった。

## 歴史

### 前史
当線の成立には甲府市から勝沼・鰍沢を結んでいた馬車鉄道の山梨馬車鉄道が大きく関わっている。この路線群が開通したのは千秋橋 - 柳町 - 石和 - 勝沼間が1898年、柳町 - 鰍沢間が1901年のことであり、当時はまだ中央本線も甲府には到達していなかった。
このような状況下で、山梨馬鉄線は甲府の繁華街である柳町を中心に路線網を持っていたこともあり、唯一の鉄道系交通機関として重宝され、勝沼方面では中央本線からの連絡輸送で、鰍沢方面では富士川の舟運と連携して貨物輸送や身延山への観光客輸送で大いに賑わった。
しかし、1903年に中央本線が甲府まで到達して連絡輸送が不要となった結果、勝沼方面の路線が打撃を受けた。これに対し会社は甲府駅前への路線を新設したものの、結局地元出身で各地で鉄道経営に関わっていた実業家・雨宮敬次郎に助けを求め、1906年に新会社「山梨軽便鉄道」を設立して路線を譲渡した。これにより短期間ながら以前以上の勢いを取り戻すに至る。
ところが今度は富士身延鉄道（のちの身延線）が富士駅から甲府駅を目指して北上を始めたことで、鰍沢方面も将来的に打撃を受けることが確実となった上、市内でも乗合自動車の運行が始まったことで追い詰められた。過去に蒸気化や電化を試みて失敗したことも響き、崖っぷちの状態になっていた。

### 山梨電気鉄道時代
そこに登場したのが、地元の名士である金丸宗之助が1924年に設立した「甲府電車軌道」である。この会社は甲府市内や峡西・峡南地区に小井川、御嶽、右左口、黒駒、勝沼への大路線網を計画していたが、その計画路線の一部は山梨軽便鉄道の路線と重なっており、競合が予想された。甲府電車軌道は、競合を避け山梨軽便鉄道が開拓していた路線を手に入れるため、同社を買収することとした。
1925年に山梨軽便鉄道の路線を譲り受けた甲府電車軌道は、既存路線である馬鉄線の運営かたがた計画の具体化を目指した。このうち甲府-鰍沢間は、市内だけ馬鉄の線路を一部使用し、そこから先は富士身延鉄道との衝突を避けて遠く離すことにした。その結果、峡西地域を経由する逆L字形の路線が計画された。
翌1926年、会社は甲府-鰍沢間のうち甲府-青柳間の免許を受け、用地確保に乗り出した。しかし併用軌道区間では馬鉄が元々走っていた甲府駅附近や柳町はともかく、相生町から先荒川橋までは道の狭さに苦しめられ、専用軌道区間では用地買収と釜無川の架橋問題、さらには資金難で、工事が始まったのは3年後の1929年となった。この前年に馬鉄線は工事のため休止され、工事が始まってすぐに社名を「山梨電気鉄道」と改称した。
1930年に入って青柳-鰍沢間の免許を取得した山梨電気鉄道は、同年5月1日に貢川 - 大井間を開業した。その後小刻みに上石田 - 青柳間を開業したものの併用軌道部分は問題が山積みで、青柳-鰍沢間は用地買収未了で工事が止まり、丸2年間頭と尾が欠けた状態のままであった。
併用軌道部分の問題を解決して、当初の柳町経由から舞鶴通り経由に変更し、1932年12月27日にようやく甲府駅前 - 甲斐青柳間が全通した。
しかし、山梨電気鉄道は1931年に創業者の金丸が死去してのち、会社の経営が一気に悪化した。最大の債権者・日本興業銀行は、債権を確保すべく新社長・登坂小三郎を送り込んで合理化に取り組ませた。だがよそ者が経営者となったことに対して株主の反発が強かったばかりでなく、この間に石和方面の路線建設に関して内務省から工事状況についての報告を督促され、対処に困って「技師が病気」と答えて逃げたり、工事施工許可申請書の取り下げをしようとしたりと迷走を繰り返し、思うように経営合理化は進まなかった。
しまいには1936年に青柳 - 鰍沢間の特許が失効し、登坂社長は辞任。経営も日本興業銀行から新たに設立された財産管理団体「山梨電鉄軌道財団」に移り、経営全般にわたって強制管理を受けることになった。

#### 輸送・収支実績（山梨電気鉄道）
| 年度 | 輸送人員（人） | 営業収入（円） | 営業費（円） | 営業益金（円） | その他損金（円） | 支払利子（円） |
| ---- | -------------- | -------------- | ------------ | -------------- | ---------------- | -------------- |
| 1930 | 479,874        | 60,817         | 39,053       | 21,764         |                  |                |
| 1931 | 806,403        | 98,574         | 91,825       | 6,749          |                  |                |
| 1932 | 562,200        | 87,557         | 100,188      | ▲ 12,631       |                  | 60,190         |
| 1933 | 749,326        | 96,747         | 93,343       | 3,404          | 雑損4,013        | 73,080         |
| 1934 | 891,604        | 97,772         | 103,857      | ▲ 6,085        |                  | 86,031         |
| 1935 | 849,285        | 97,966         | 85,661       | 12,305         |                  | 59,875         |
| 1936 | 990,634        | 109,275        | 89,978       | 19,297         |                  | 52,482         |
| 1937 | 1,143,490      | 120,835        | 85,065       | 35,770         |                  | 52,660         |

- 1937年度繰越金▲ 352,421

### 峡西電気鉄道時代
ここまで路線ができているのに倒産はまずいと、県も巻き込んでの再建策が進められ、債権者の一者で貢川に本社を持っていた電力会社・峡西電力がその受け皿となった。1937年に日本興業銀行が甲府区裁判所に山梨電気鉄道の強制競売を申し立て、1938年に峡西電力が設立した新会社「峡西電気鉄道」が落札するという形で全事業の譲渡が行われた。
峡西電気鉄道は専務の斉藤仙助をはじめとしてやり手の経営陣が揃っており、電車線の経営は大きく改善した。1939年には本社を甲府駅前電停のすぐそばに移転させ、さらに副業として食堂を経営するなどの経営戦略も会社を大いに盛り立てた。
戦時中も営業は好調であったが、折からの交通統制により山梨県内でも民鉄や自動車会社が統合され、1945年5月に「山梨交通電車部」となった。

### 山梨交通時代

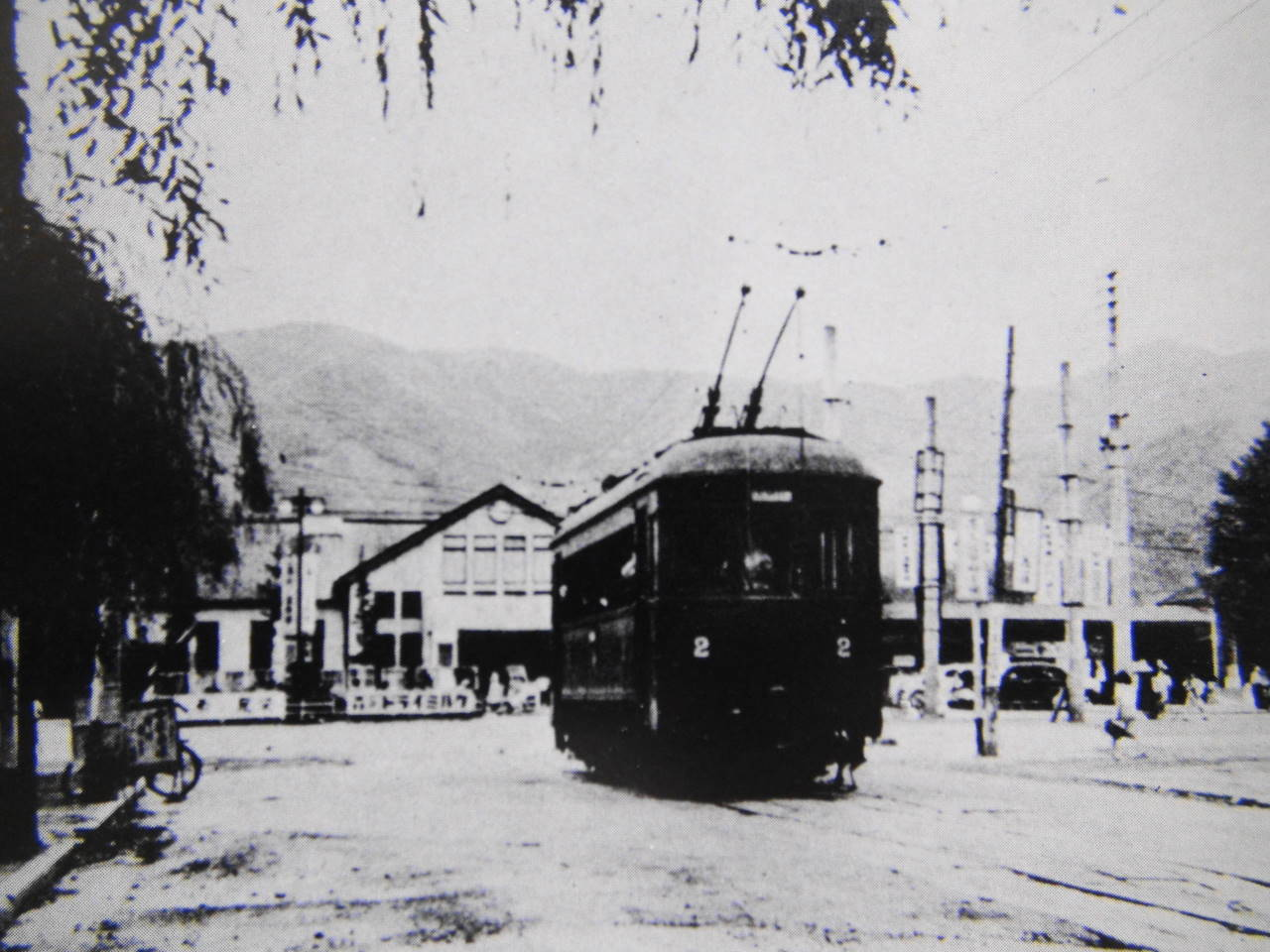
戦後間もない頃の甲府駅前を走る山梨交通電車線。昭和21年頃の撮影。

山梨交通となってからも電車線の営業は好調であった。特に1945年7月の甲府空襲の際、斉藤専務の素早い判断で上石田駅に全車両を退避できたことが大きい。これにより、市内部分は不通となったものの車両は全て無事で、すぐに上石田駅を仮起点駅として運輸を開始した。空襲で乗合自動車が潰滅的な被害を受けていたので、地元の強力な足となった。
しかし戦後数年して乗合自動車が復興してくると、電車線の勢いにもかげりが見えてきた。1953年には戦災復興事業により甲府駅前周辺の街路が整理されたのを機に、国鉄との連絡運輸を期待して甲府駅前電停を移設してホーム付き電停とし、さらに公園利用者や県庁職員の利用を見込んで中央本線の線路側まで延伸した舞鶴通り上を走るようにルートを変更したが、期待した効果は上がらなかった。
さらに1959年、台風7号と15号（伊勢湾台風）が連続して県内を通過し、電車線も貢川車庫の倒壊や路盤流出など大被害を受けた。これが決定打となり、1961年に廃止が決定。翌1962年7月1日に開業30年余りにして全廃となった。
廃止後、甲府市内の渋滞緩和、甲府盆地西部の交通の便のためにライトレールによる新しい鉄道を模索してはどうかという提言もなされている。

### 年表
- 1924年（大正13年）11月11日 甲府電車軌道設立[4][5]
- 1926年（大正15年）8月11日 甲府 - 青柳間の軌道布設特許交付[6]
- 1929年（昭和4年）
  - 4月 起工式
  - 4月11日 山梨電気鉄道に改称[7]
- 1930年（昭和5年）
  - 4月25日 軌道特許状下付（甲府市錦町-同市相生町間）[8]
  - 5月1日 貢川 - 大井（後の甲斐大井）間開業
  - 6月1日 大井 - 荊沢間開業
  - 8月6日 荊沢 - 追分（後の甲斐青柳）間開業
  - 9月19日 上石田 - 貢川間開業
- 1931年（昭和6年）7月25日 軌道特許状下付（南巨摩郡増穂村-南巨摩郡鰍沢町間）[9]
- 1932年（昭和7年）
  - 9月15日 荒川橋 - 上石田間開業
  - 10月13日 相生町 - 荒川橋間開業
  - 11月22日 県庁前 - 相生町間開業
  - 12月27日 甲府駅前 - 県庁前間開業により全通
- 1936年（昭和11年）4月1日 青柳 - 鰍沢間軌道敷設特許失効[10]
- 1938年（昭和13年）8月1日 峡西電気鉄道に事業譲渡
- 1945年（昭和20年）5月1日 戦時統合により県内数社のバス会社と合併し、山梨交通が発足。これにより、山梨交通電車線となる
- 1953年（昭和28年）9月 戦災復興事業により甲府駅前電停を移転の上、甲府駅前-警察署前間を直線化して舞鶴通り上に移設
- 1961年（昭和36年）
  - 1月 株主総会で廃線決定
  - 4月 沿線住民らの廃線反対陳情
- 1962年（昭和37年）
  - 5月 運輸省より廃止認可
  - 6月30日 最終運行
  - 7月1日 廃止。同日より電車代行バス運行開始

## 駅一覧
廃止時のもの。「甲府駅前」はサボなどでは単に「甲府」とされていた。
- 甲府駅前
- 警察署前
- 相生町
- 泉町
- 第二高校前
- 寿町
- 荒川橋
- 上石田
- 貢川
- 徳行
- 榎
- 玉幡
- 農林高校前
- 今諏訪
- 西野
- 在家塚
- 甲斐飯野
- 倉庫町
- 桃園
- 巨摩高校前
- 小笠原
- 小笠原下町
- 甲斐大井
- 古市場
- 荊沢
- 長沢新町
- 長沢
- 甲斐青柳

路線廃止に先立って廃駅となった駅を以下に挙げる。全てが市内の併用軌道区間の電停である。なお設置区間は廃止時の電停名で示してある。
- 県会議事堂前駅（けんかいぎじどうまええき）：甲府駅前 - 警察署前間に1933年3月7日開業。1953年9月、ルート変更により廃駅
- 県庁前駅（けんちょうまええき）：甲府駅前 - 警察署前間に1932年11月開業。1953年9月、ルート変更により廃駅
- 郵便局前駅（ゆうびんきょくまええき）：甲府駅前 - 警察署前間に1933年3月7日開業。同年11月29日に警察署前電停が開業するのと入れ替わりで12月7日に廃駅
- 錦町駅（にしきちょうえき）：警察署前 - 相生町間に1932年11月開業。1933年3月30日に裁判所前電停の開業と入れ替わりに廃駅
- 裁判所前駅（さいばんしょまええき）：警察署前 - 相生町間に1933年3月30日開業。廃駅年月日は不明であるが、1950年には既に消滅している
- 県病院前駅（けんびょういんまええき）：警察署前 - 相生町間に1932年11月開業。1933年3月30日に裁判所前電停の開業と入れ替わりに廃駅

## 接続路線
- 甲府駅前：中央本線、身延線（甲府駅）

## 「ボロ電」
前述の通り、電車線は「ボロ電」との別称で呼ばれていたが（いつ頃からかは定かではない）、由来については諸説ある。山梨交通では以下の4つの説を紹介している。
- 電車ではなく、社屋や駅が古かったから
- 当初より多くの駅を無人駅とし簡素な施設だった（国鉄との比較）
- 交差駅でトロリーポールの付け替え時、停電してしまうから
- いつも混雑しているのに単機運転、サービスが良くないから

また、かつて存在した山梨馬車鉄道も「ガタ馬車」と呼ばれていたため、社史の中では、これらの表現は甲州地方の地元民独特の、親しみを込めた表現と推測している。

## 廃止後の現状

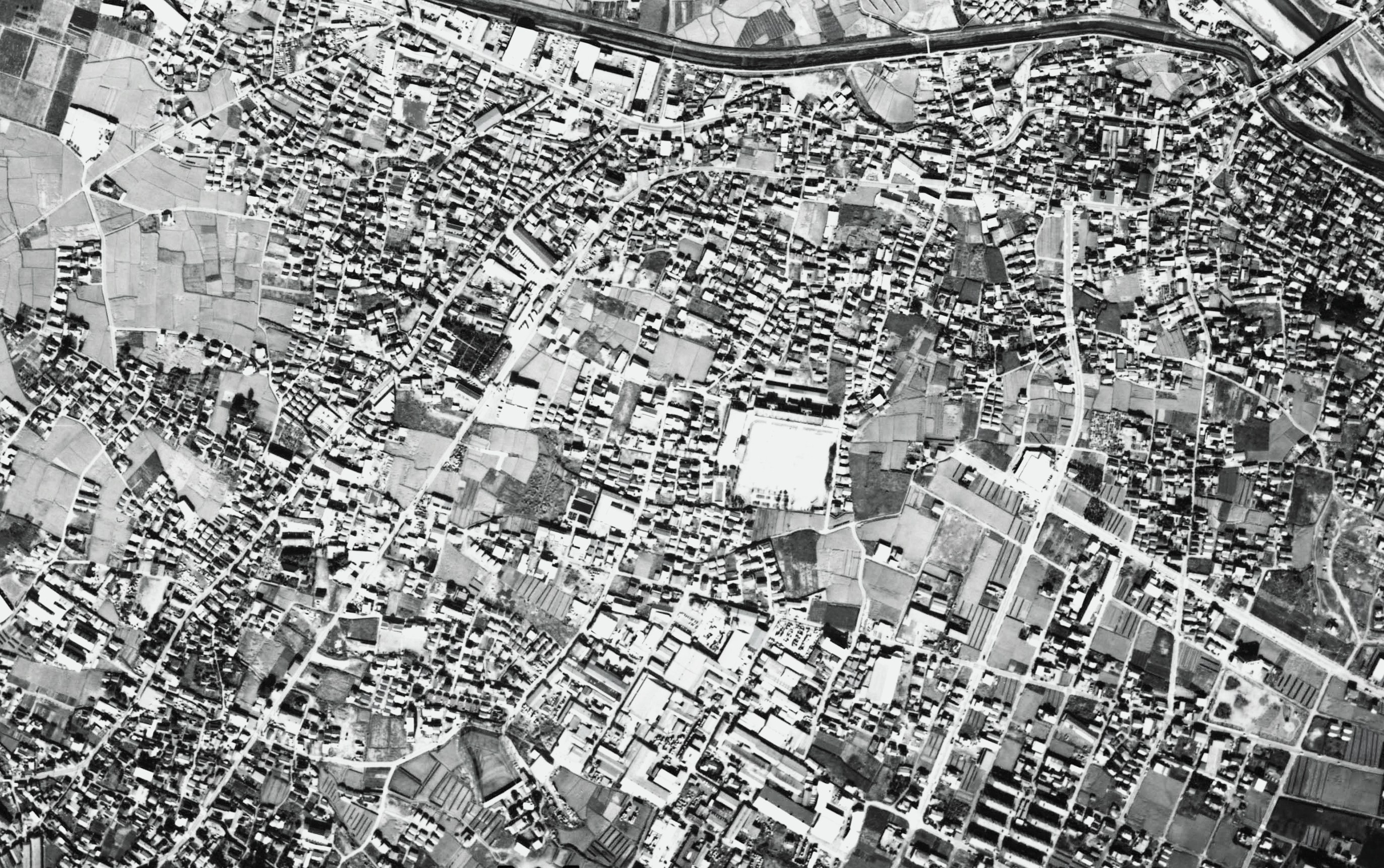
画像右上の荒川橋より左下（南西方面）へ県道5号線と平行して伸びているのが廃線跡の通称「廃軌道」である。
車道の識別性向上のためコントラスト調整及びモノクロ画像に施す。甲府市貢川、徳行付近。（1975年撮影）

甲府駅（中央本線甲府駅の東、後の山交百貨店→ヨドバシ甲府付近）から県庁と県民会館の脇を通り、甲府市相生から西に進路を変え、荒川橋以西は専用軌道を通った。1953年までは平和通りの一部を通る形で県会議事堂と県庁の敷地の縁を通り、県民会館まで至っていた。
その跡は廃軌道として知られており、現在では自動車道になっている。荒川橋バス停が橋の真ん中にあるのは、電停の名残であるという。北西側に本来の自動車道が並走しているが、地図を見ればゆるやかな曲線と直線で繋がった道路がいかにも廃線跡である。甲府市上石田には駅の跡がわかる場所がある。貢川駅横にあった車庫跡は、同社バスの貢川営業所となったあと、山梨交通SC（ダイエー貢川店）を経て、2006年現在では家電量販店のコジマがある。このあたりの区間では県道5号線は三本に分かれ、北西から本来の自動車道、廃軌道、新しいアルプス通りと並行して走ることになる。
開国橋で釜無川を渡ると、西郡（にしごおり）と呼ばれた甲府盆地西側の扇状地に出る。40パーミルの坂を上ると上今諏訪駅の跡に上今諏訪バス停がある。西野、在家塚と果樹園（当時は桑畑）を通り、飯野から進路を変え、甲府盆地の西の縁を南下する。巨摩高校前、古市場、荊沢、長沢新町と走り、当時天井川だった利根川をくぐると、やがて廃軌道は途絶えそこが終点甲斐青柳であった。
盆地を走る比較的平坦な線で、トンネルは利根川をくぐるものが唯一だった。
2020年12月には、貢川駅跡の山梨交通所有地に電車線跡記念碑が建立され、ミニ公園として一般に公開された。
甲府駅前駅の跡地には「旧山梨交通電車線甲府駅前駅の跡記念碑」が設置され、その横にある飲料自販機にて、山梨交通電車線の「鉄道印」が販売されている。

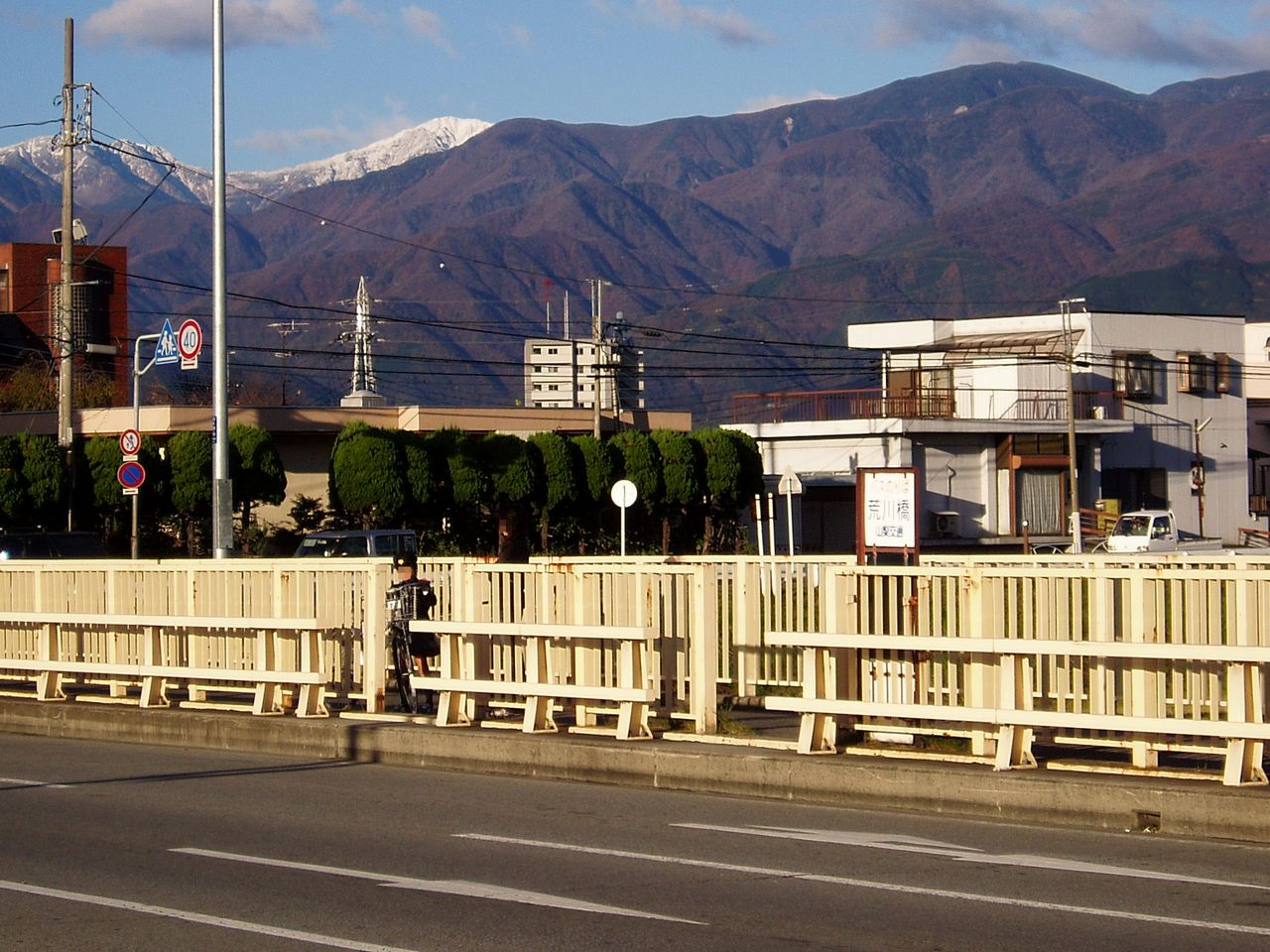
荒川橋のバス停は橋の真ん中に存在する
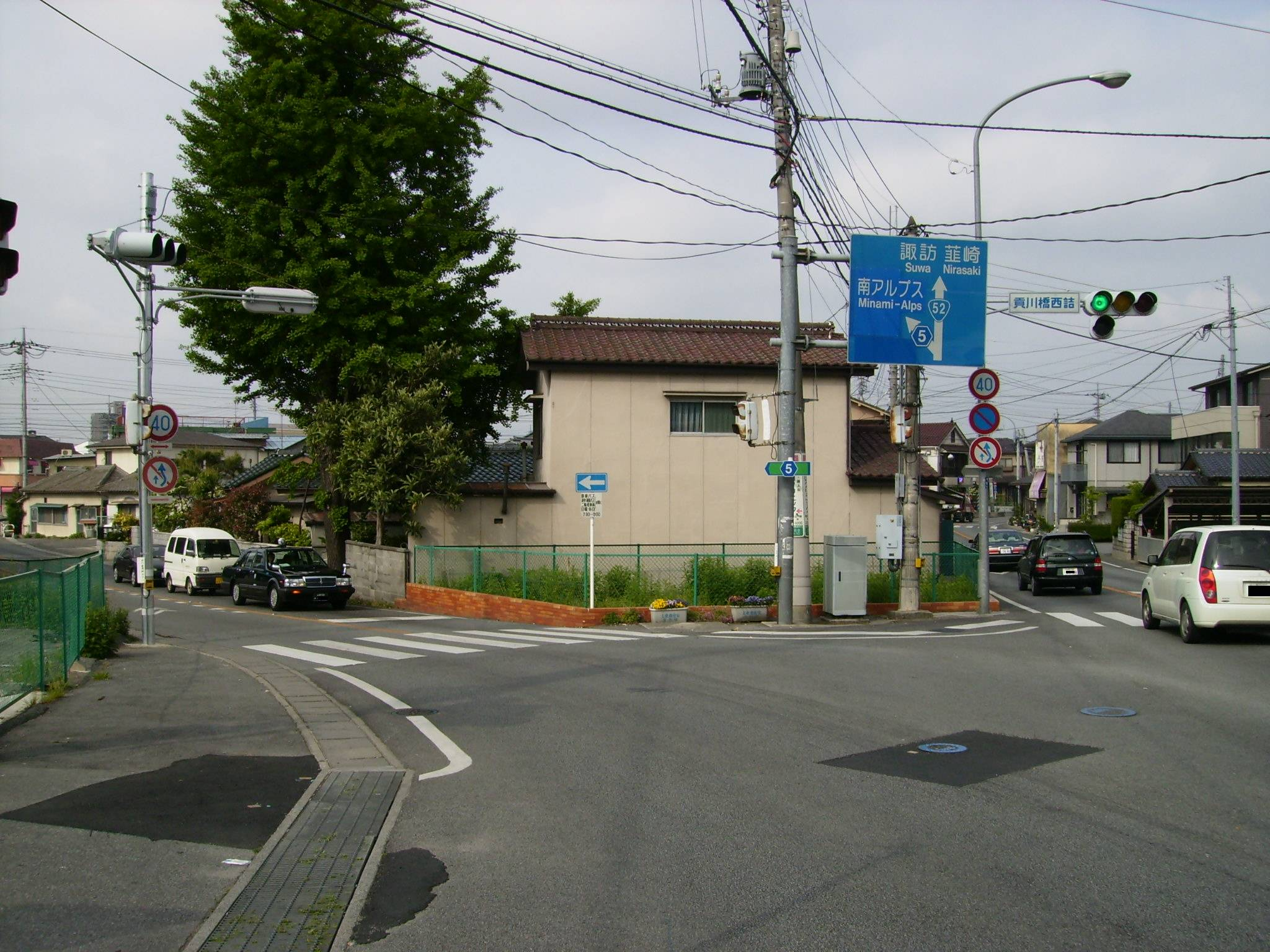
貢川橋から西方に望む 左に入る道が廃線跡
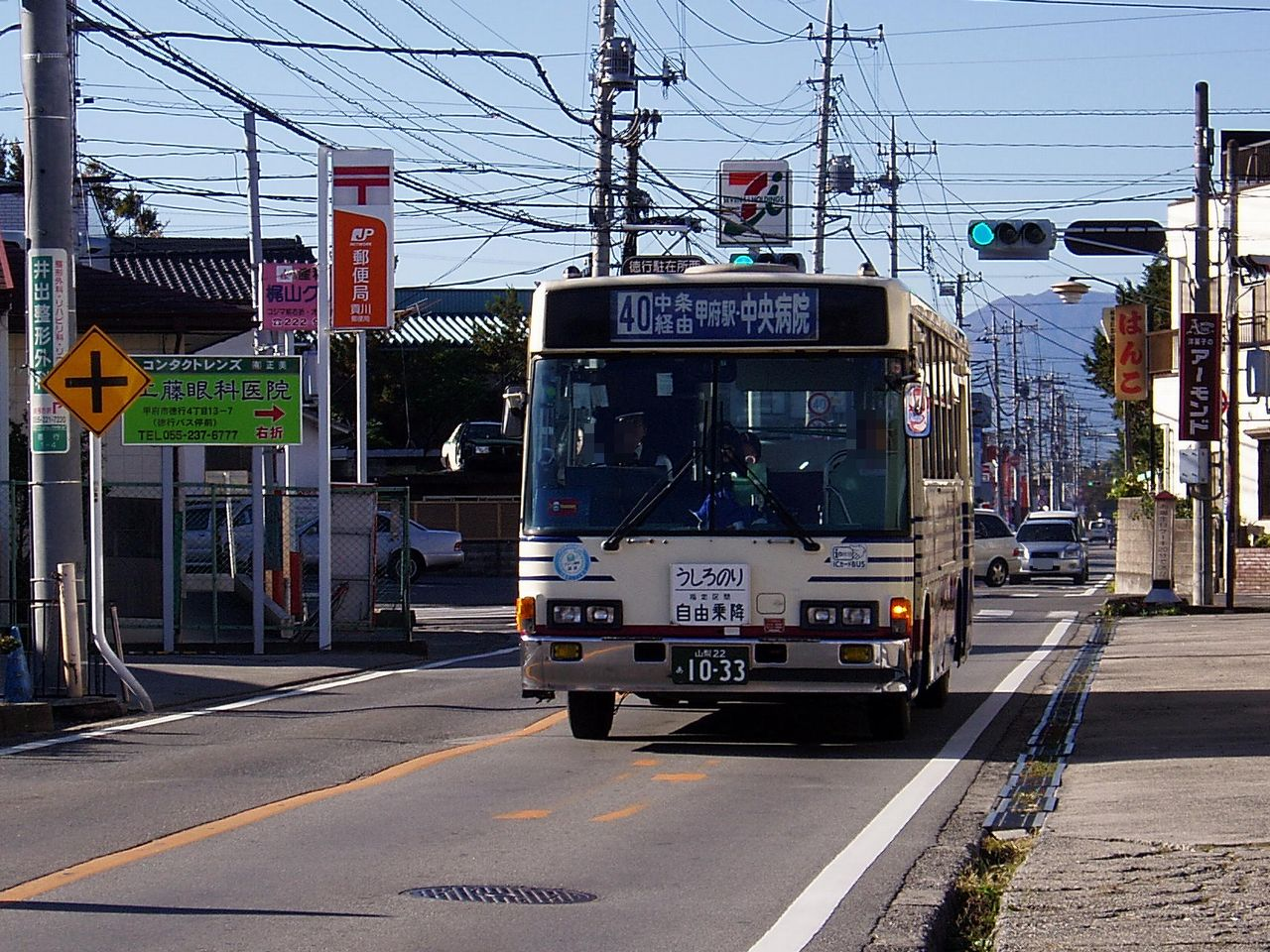
廃軌道を走る路線バス
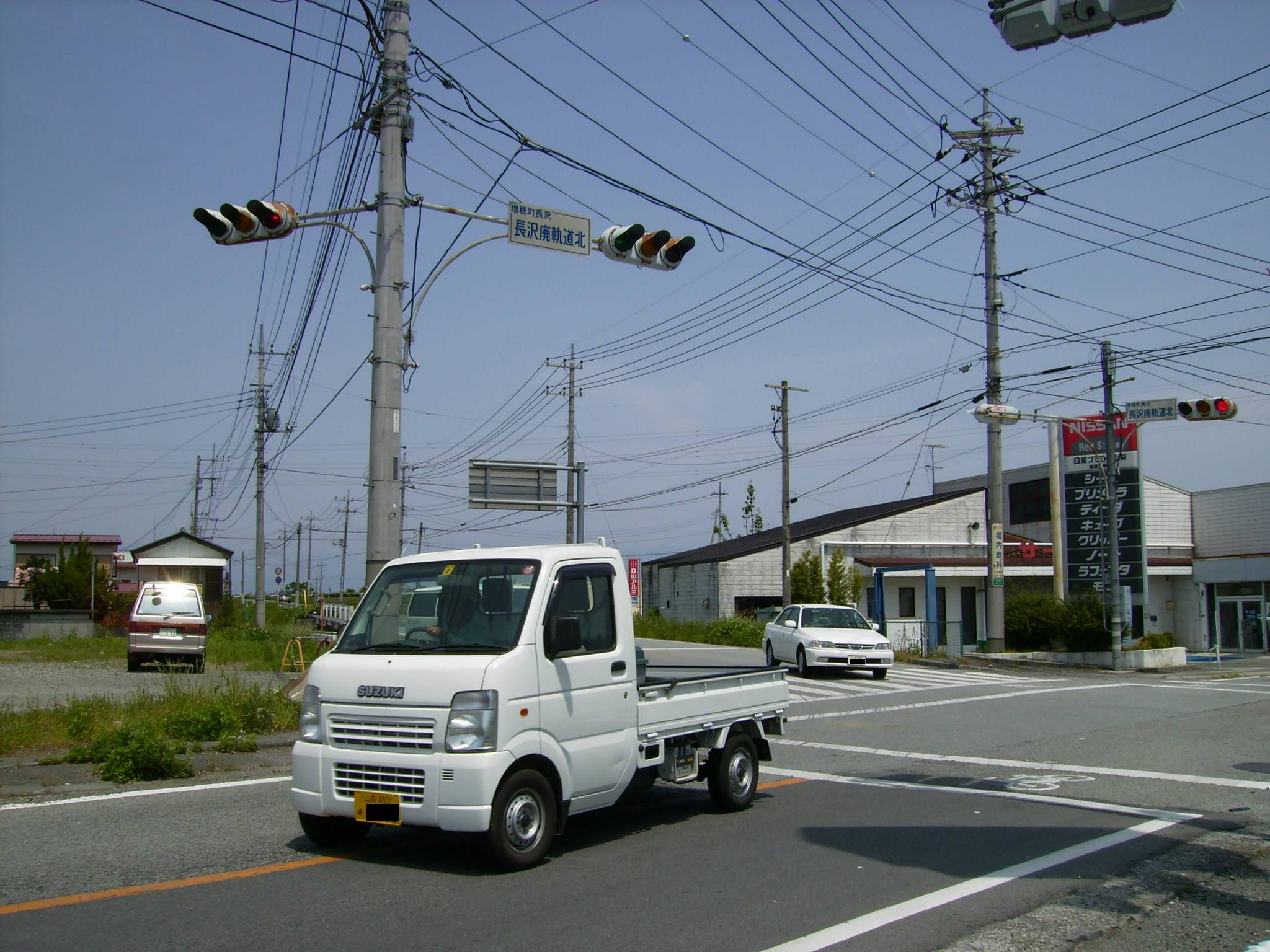
長沢廃軌道北交差点

## 車両

### 1形
開業に備えて1929年（昭和4年）に雨宮製作所で製造された全長13 mの半鋼製2軸ボギー車。モハ1 - モハ6の6両が製造され、廃止時まで主力として使用された。1954年（昭和29年）に集電装置をトロリーポールからビューゲルに交換している。廃止時点の車体塗装はオレンジ色であった。側面は両端に片開き扉があり、扉間に12枚の下降窓を配していた。高床構造ではあるが、甲府市内の路面区間を走行するため扉に折りたたみ式のステップを設置していた。ヘッドライトは後述の7形共々着脱式で、前面窓のすぐ下に取りつける方式だった。

### 100形
1938年（昭和13年）に廃止された常南電気鉄道から譲り受けた木造2軸単車。1926年（大正15年）、常南の開業にあわせて蒲田車両で製造されたもの。5両を譲り受けており、1形がモハ1 - モハ6までであったことからその続番とする形でモハ107 - モハ111の番号が付された。全長8 mで「豆電車」とも呼ばれたようである。1940年（昭和15年）にモハ110が秋保電気鉄道に譲渡され、モハ111が廃車となり、1955年（昭和30年）にはモハ107・モハ108が廃車となった。モハ109は廃止時点まで車籍があったが使用されていなかった。

### 7形

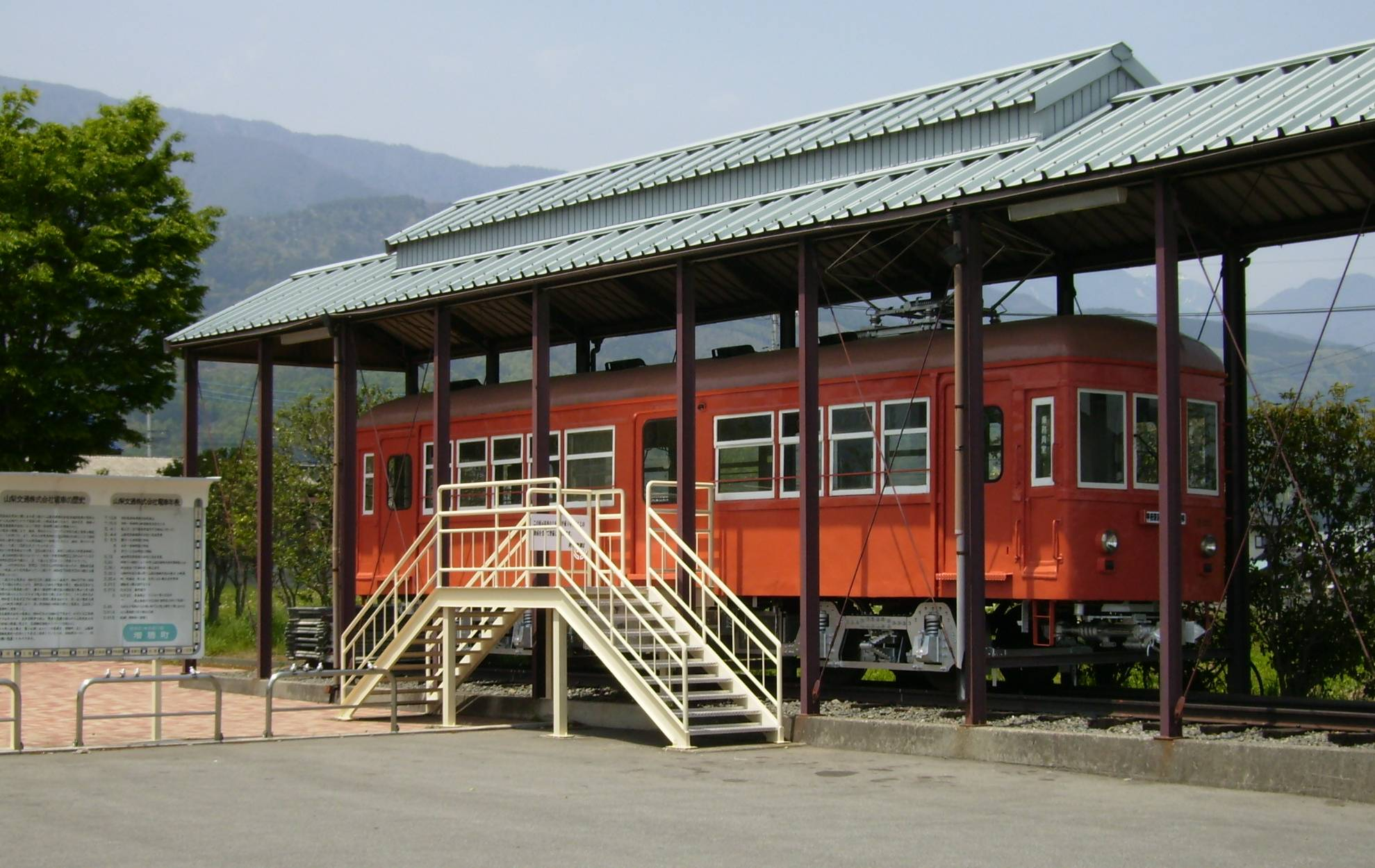
利根川公園に保存されている旧モハ7形の江ノ島電鉄801

1948年（昭和23年）に汽車製造会社東京支店で製造された全長13.8 mの半鋼製2軸ボギー車。モハ7・モハ8の2両が製造された。側面両端に乗務員用扉を設け、その隣に片開き扉があり、扉間には12枚の上段固定下段上昇窓を配していた。その他の構造は1形に準じる。
廃止後は上田丸子電鉄（現・上田交通）に譲渡されモハ2340形となったのち、同社の丸子線が廃止された1971年（昭和46年）に江ノ島鎌倉観光（現・江ノ島電鉄）に譲渡され、同社の800形となった。「チョコ電」として江ノ島・鎌倉の人々に親しまれながらも老朽化に伴い1986年4月に廃車された。801は同年6月故郷に里帰りし、3扉化された江ノ電での晩年の姿のまま2006年現在も南巨摩郡富士川町の利根川公園で保存され、802も静岡県裾野市の十里木高原別荘地内に静態保存されている。

### デワ1形
開業に備えて1形と同時に1929年（昭和4年）に雨宮製作所で1両製造された木造2軸単車の電動貨車。小荷物輸送に使用されたが、後に使用されなくなって今諏訪駅に留置される状態が続いた。最後には故障して動かなくなり、廃止前の1961年（昭和36年）に廃車となって現地で解体された。